# From Champion to Tramp
From Champion to Tramp è un cortometraggio muto del 1915 diretto e interpretato da Romaine Fielding.

## Produzione
Il film in due bobine fu prodotto dalla Lubin Manufacturing Company.

## Distribuzione
Distribuito dalla General Film Company, il cortometraggio uscì nelle sale cinematografiche USA il 17 giugno 1915.